# Carloforte (traghetto)
Il Carloforte è un traghetto appartenente alla compagnia di navigazione italiana SNAP.

## Servizio
Varato il 31 marzo 1973 nel cantiere navale B.V. Schps. & Ghbw. v/h Jonker & Stans di Hendrik-Ido-Ambacht con il nome di Fleur des Îles e consegnato il 31 maggio successivo alla Channel Island Ferries, prende servizio il 1º luglio nei collegamenti tra Saint-Malo e St. Helier. A dicembre del 1974, con il fallimento della compagnia armatrice, viene posto in disarmo a St. Helier e messo in vendita.
Il 7 marzo 1975 viene acquistato dalla svedese Eckerö Linjen e, ribattezzato Rospiggen, prende servizio il 16 maggio successivo nei collegamenti tra Eckerö e Grisslehamn. Il 14 settembre dello stesso anno, a causa dell'insuccesso della tratta, viene ritirato dal servizio e messo in vendita.
Il 19 febbraio 1976 viene venduto alla Tirrenia di Navigazione, alla quale viene consegnato il 1º marzo successivo nel cantiere navale Finnboda di Nacka. Ribattezzato Carloforte, prende successivamente servizio nei collegamenti tra Portovesme, Carloforte e Calasetta.
Nel 1988 viene trasferito alla Saremar insieme al resto dei traghetti impiegati dalla Tirrenia in Sardegna, continuando ad operare sulla stessa rotta. 

Il Carloforte in navigazione a fine anni '80.

Nell'aprile del 1999 viene noleggiato alla Toremar in sostituzione dell'Aegilium, operando nei collegamenti tra Porto Santo Stefano e Giglio Porto. A noleggio terminato e con l'imminente ingresso in flotta del Sibilla dalla Caremar, viene disarmato a Cagliari.
Nel 2000 viene venduto alla Procida Lines, prendendo servizio nei collegamenti tra Pozzuoli e Procida.
Nel 2002 viene venduto alla Società di Navigazione dell'Arcipelago Ponziano, meglio nota come SNAP, prendendo servizio nei collegamenti tra Terracina e Ponza.
Dal 2014 viene noleggiato insieme al Maria Maddalena alla Laziomar, continuando a operare sulla stessa rotta.
A dicembre 2023, SNAP termina il contratto di noleggio decennale con la Laziomar, sopprimendo di conseguenza le rotte da Terracina per Ponza.
Nel maggio del 2024 prende servizio nei collegamenti tra Napoli e Capri, adibiti esclusivamente al trasporto di merci pericolose. A novembre viene disarmato a Napoli, dove si trova tutt'oggi.